# ربیع‌آباد (سلسله)
ربیع‌آباد روستایی از توابع بخش فیروزآباد شهرستان سلسله در استان لرستان ایران است. زبان مردم این روستا زبان لکی است.
بنیانگذار این روستا خان امیر بزرگ است که اسم اصلی این روستا نیز خان امیر بوده است.

## جمعیت
این روستا در دهستان فیروزآباد قرار دارد و بر اساس سرشماری مرکز آمار ایران در سال ۱۳۹۵، جمعیت این روستا ۳۱۲ نفر بوده که ۱۶۹ نفر مرد و ۱۴۳ نفر زن بوده اند. روستای ربیع آباد دارای ۹۰ خانوار می باشد.